# Moritz von Kunowski
Georg Karl Moritz von Kunowski (* 25. April 1831 in Berlin; † 9. März 1917) war ein preußischer Generalmajor und Kommandeur der 50. Infanterie-Brigade (2. Großherzoglich Hessische).

## Leben

### Herkunft
Moritz war ein Sohn des preußischen Generals der Infanterie Eduard von Kunowski (1795–1870) und dessen Ehefrau Mathilde, geborene Braun (1806–1882).

### Militärkarriere
Kunowski erhielt seine Erziehung im elterlichen Hause. Nach dem Besuch des Friedrichswerderschen Gymnasiums trat er am 1. Oktober 1849 als Einjährig-Freiwilliger in die Garde-Pionier-Abteilung der Preußischen Armee ein. Dort avancierte er im Juli 1852 zum Sekondeleutnant und war als Premierleutnant von April 1862 bis März 1863 zur Dienstleistung beim Garde-Füsilier-Regiment kommandiert. Am 5. März 1863 folgte seine Versetzung in das 4. Garde-Regiment zu Fuß. Als Regimentsführer nahm Kunowski 1864 während des Krieges gegen Dänemark am Gefecht bei Fredericia sowie der Belagerung und dem Sturm auf die Düppeler Schanzen teil. Für sein Verhalten wurde ihm der Rote Adlerorden IV. Klasse mit Schwertern verliehen. Kunowski stieg am 3. April 1866 zum Hauptmann und Kompaniechef auf und nahm im selben Jahr am Krieg gegen Österreich teil. Während des Krieges gegen Frankreich führte er 1870/71 seine Kompanie in der Schlacht bei Gravelotte, der Belagerung von Paris sowie in den Gefechten bei Montmagny, Stains und Le Bourget.
Ausgezeichnet mit dem Eisernen Kreuz II. Klasse avancierte Kunowski nach dem Friedensschluss zum Major und wurde am 14. Februar 1874 als Bataillonskommandeur in das 3. Großherzoglich Hessische (Leib-Regiment) Infanterie-Regiment Nr. 117 nach Mainz versetzt. In dieser Stellung folgte am 11. Juni 1879 seine Beförderung zum Oberstleutnant. Unter Stellung à la suite beauftragte man Kunowski am 17. Oktober 1883 zunächst mit der Führung des 4. Thüringischen Infanterie-Regiments Nr. 72. Nach der Beförderung zum Oberst fungierte er vom 6. Dezember 1883 bis zum 9. Juli 1888 als Regimentskommandeur und wurde anschließend mit der Führung der 50. Infanterie-Brigade (2. Großherzoglich Hessische) in Darmstadt beauftragt. Als Generalmajor kommandierte er diese Brigade ab dem 2. August 1888, bis er schließlich am 13. August 1889 mit der gesetzlichen Pension zur Disposition gestellt wurde.
Er war Rechtsritter des Johanniterordens sowie Mitglied der Küstriner Freimaurerloge Friedrich Wilhelm zum goldenen Zepter.

### Familie
Kunowski hatte sich am 22. September 1862 in Grindon Hall, England mit Jane Bolton Alcock (* 1842) verheiratet.